# Linus Svenning
Linus Martin Tommy Svenning, född 13 april 1990 i Västerstads församling i Hörby kommun, är en svensk sångare som deltog i Melodifestivalen 2014 och gick vidare till Andra chansen från första delfinalen i Malmö Arena med bidraget "Bröder".
Från Andra chansen gick Svenning, tillsammans med Paparizou, vidare till finalen efter att ha mött Martin Stenmarck i en duell. I finalen slutade Svenning femma.
I Melodifestivalen 2015 deltog han i den andra deltävlingen med låten "Forever Starts Today", även denna gång i Malmö Arena och tog sig åter vidare till Andra chansen. Svenning tog sig därifrån till final efter att ha besegrat Andreas Weise i den första duellen. I finalen slutade Svenning sexa.

## Diskografi

### Singlar
- 2014 - Bröder  / Utan Dina Andetag
- 2015 - Forever Starts Today / Puppet Show / Bröder / Dansa Sakta
- 2015 - Soulmate (WM Sweden).
- 2016 - They Told Me (WM Sweden).
- 2019 - Someone You Loved (Linus Svenning/United Screens Music).
- 2019 - Dancing On My Own (Linus Svenning/United Screens Music).
- 2019 - En helt ny värld (Linus Svenning/United Screens Music).
- 2020 - Rolling In The Deep (Linus Svenning/United Screens Music).
- 2020 - NUMB (Linus Svenning/United Screens Music).
- 2022 - I'm Still Standing (WM Sweden).
- 2022 - You Broke Me First (WM Sweden).
- 2022 - Bruises (WM Sweden).
- 2022 - Eld & lågor (WM Sweden).
- 2022 - Another War (WM Sweden).
- 2022 - Ghost (WM Sweden).